# Isturgia pedemontaria
Isturgia pedemontaria är en fjärilsart som beskrevs av Otto Staudinger 1892. Isturgia pedemontaria ingår i släktet Isturgia och familjen mätare. Inga underarter finns listade i Catalogue of Life.